# Parminolia
Parminolia is een geslacht van weekdieren uit de klasse van de Gastropoda (slakken).

## Soort
- Parminolia apicina (Gould, 1861)